# Адольф Фердинанд Гелен
Адольф Фердинанд Гелен (5 вересня 1775 — 16 липня 1815) — німецький хімік.

## Життя і навчання
Ґелен народився в Бютові, Дальній Померанії (нині Битув, Польща), він відомий як видавець Neues allgemeines Journal der Chemie (1803—1806), Journal für Chemie und Physik (1806–10) і Repetitorium für die Pharmacie (перша серія; пізніше продовжив Йоганн Андреас Бюхнер).
У 1804 році він помітив, що коли розчин хлориду урану в ефірі піддається сонячному світлу, він швидко змінює колір з яскраво-жовтого на зелений і випадає в осад.
Він навчався в Кенігсберзькому університеті та отримав резидентуру в 1806 році в університеті Галле, де працював хіміком у клінічному інституті Йоганна Крістіана Райля. З 1807 по 1815 рік він працював академічним хіміком Баварської академії наук. Він помер від отруєння арсеном у Мюнхені 16 липня 1815 року у віці 39 років.